# 反法同盟

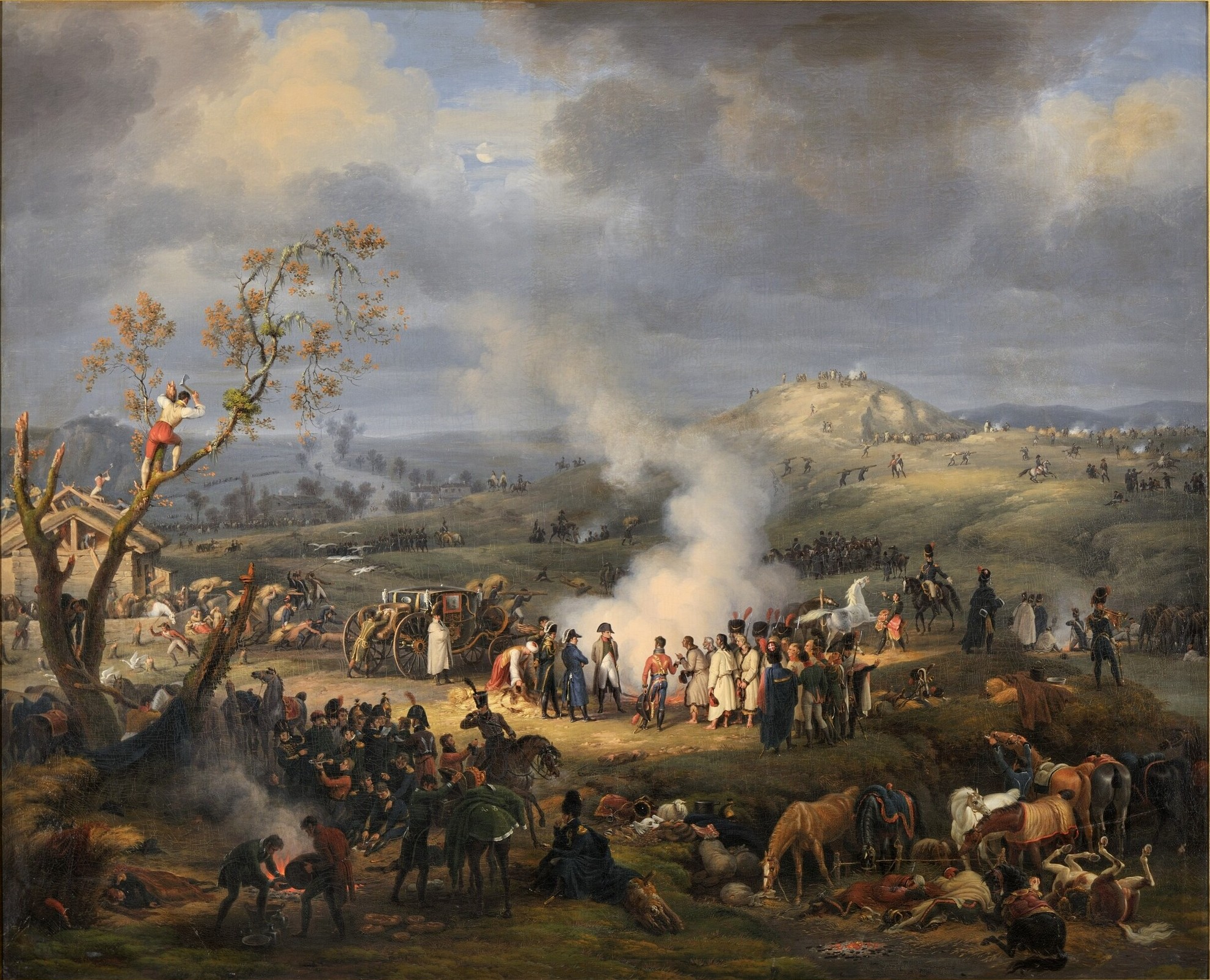
第三次反法同盟之奧斯特利茨戰役

反法同盟是1792年至1815年間歐洲各大國為了對抗法蘭西第一共和國及其後繼法兰西第一帝国而組成的同盟。該術語指稱的戰爭共出現七次，其中第一次反法同盟及第二次反法同盟發生於法国大革命战争期間，而第三次反法同盟、第四次反法同盟、第五次反法同盟、第六次反法同盟及第七次反法同盟發生於拿破崙戰爭期間。僅管法國在這一時期也有與歐洲各國爆發其他戰爭，如半岛战争、俄法戰爭，但通常不被史學界視為反法同盟的一部分。

## 歷次反法同盟
| 成員                                     | 第一次 (1792–1797)        | 第二次 (1798–1802)        | 第三次 (1805)             | 第四次 (1806–1807)        | 第五次 (1809)           | 第六次 (1813–1814)      | 第七次 (1815) |
| ---------------------------------------- | ------------------------- | ------------------------- | ------------------------- | ------------------------- | ----------------------- | ----------------------- | ------------- |
| 英国                                     | 是                        | 是                        | 是                        | 是                        | 是                      | 是                      | 是            |
| 俄罗斯帝国                               |                           | 是（至1799年）            | 是                        | 是                        |                         | 是                      | 是            |
| 神聖羅馬帝國 (至1806年）                 | 是                        | 是                        |                           |                           |                         |                         |               |
| 奥地利帝國 （自1804年）                  | 奥地利帝國 （自1804年）   | 奥地利帝國 （自1804年）   | 是                        |                           | 是                      | 是                      | 是            |
| 普鲁士王国                               | 是（至1795年）            |                           |                           | 是                        |                         | 是                      | 是            |
| 西班牙王國                               | 是（至1795年）            |                           |                           |                           | 是                      | 是                      | 是            |
| 荷兰共和国                               | 是（至1795年）            |                           |                           |                           |                         | 是                      | 是            |
| 巴登大公国 （自1806年）                  | 巴登大公国 （自1806年）   | 巴登大公国 （自1806年）   | 巴登大公国 （自1806年）   |                           |                         | 是（自1813年10月）      |               |
| 巴伐利亚王国 （自1806年）                | 巴伐利亚王国 （自1806年） | 巴伐利亚王国 （自1806年） | 巴伐利亚王国 （自1806年） |                           |                         | 是（自1813年10月）      | 是            |
| 拿骚公国 （自1806年）                    | 拿骚公国 （自1806年）     | 拿骚公国 （自1806年）     | 拿骚公国 （自1806年）     |                           |                         |                         | 是            |
| 萨克森王国 （自1806年）                  | 萨克森王国 （自1806年）   | 萨克森王国 （自1806年）   | 萨克森王国 （自1806年）   | 是（至1806年10月）        |                         | 是（自1813年10月）      |               |
| 符腾堡王国 （自1806年）                  | 符腾堡王国 （自1806年）   | 符腾堡王国 （自1806年）   | 符腾堡王国 （自1806年）   |                           |                         | 是（自1813年10月）      |               |
| 不伦瑞克公国 （自1809年）                | 不伦瑞克公国 （自1809年） | 不伦瑞克公国 （自1809年） | 不伦瑞克公国 （自1809年） | 不伦瑞克公国 （自1809年） | 是                      | 是                      | 是            |
| 汉诺威王国 （自1814年）                  | 汉诺威王国 （自1814年）   | 汉诺威王国 （自1814年）   | 汉诺威王国 （自1814年）   | 汉诺威王国 （自1814年）   | 汉诺威王国 （自1814年） | 汉诺威王国 （自1814年） | 是            |
| 撒丁王国                                 | 是（至1796年）            |                           |                           |                           |                         |                         | 是            |
| 葡萄牙王国                               | 是                        | 是（至1801年）            |                           |                           | 是                      | 是                      | 是            |
| 奥斯曼帝国                               |                           | 是（至1801年）            |                           |                           |                         |                         |               |
| 托斯卡纳大公国 (至1801年 和从 1815年后） |                           | 是（至1801年）            |                           |                           |                         |                         | 是            |
| 马耳他                                   |                           | 是(1798–1800年）          |                           |                           |                         |                         |               |
| 圣约翰骑士团                             |                           | 是(1798年）               |                           |                           |                         |                         |               |
| 那不勒斯王国                             | 是                        | 是（至1801年）            | 是                        |                           |                         |                         |               |
| 西西里王國                               |                           |                           | 是                        | 是                        | 是                      | 是                      | 是            |
| 瑞典                                     |                           |                           | 是                        | 是                        |                         | 是                      | 是            |
| 瑞士                                     |                           |                           |                           |                           |                         |                         | 是            |

## 註解
1. ↑   大不列顛王國 (至1801年）,  大不列颠及爱尔兰联合王国 （自1801年）
2. ↑   
 荷蘭共和國 (to 1795年）
 Principality of the United Netherlands (1813–1815年）
 United Kingdom of the Netherlands （自1815年）
3. 1 2 3 4 5 6 7  神聖羅馬帝國（至1806年）的一部分，後為 萊茵聯邦（1806–1813年）、 德意志邦聯（1815–66年）成員